# 兵庫県道552号北原八家線
兵庫県道552号北原八家線（ひょうごけんどう552ごう きたはらやかせん）は、兵庫県姫路市を通る一般県道である。

## 概要
姫路市北原から姫路市八家に至る。

### 路線データ
- 起点：姫路市北原（北原交差点、兵庫県道402号白浜姫路停車場線交点）
- 終点：姫路市八家（国道250号交点）
- 総延長：2.686 km

## 地理

### 通過する自治体
- 姫路市

### 交差する道路
| 交差する道路                  | 交差する場所 | 交差する場所      |
| ----------------------------- | ------------ | ----------------- |
| 兵庫県道402号白浜姫路停車場線 | 北原         | 北原交差点 / 起点 |
| 兵庫県道551号国分寺白浜線     | 継（）       | 継交差点          |
| 国道250号                     | 八家         | 終点              |

### 交差する鉄道
- 山陽電気鉄道本線

### 沿線
- 姫路市立糸引小学校
- 山陽電気鉄道本線 八家駅